# Ommatius atrogaster
Ommatius atrogaster är en tvåvingeart som beskrevs av Jacques-Marie-Frangile Bigot 1859. Ommatius atrogaster ingår i släktet Ommatius och familjen rovflugor.
Artens utbredningsområde är Madagaskar. Inga underarter finns listade i Catalogue of Life.